# Sono Lillo
Sono Lillo è una serie televisiva italiana del 2023 prodotta da Lucky Red per la piattaforma di video on demand Prime Video e trasmessa in chiaro il 22 dicembre 2024 su Italia 1.

## Trama
A seguito della rottura con la moglie, Lillo decide di stravolgere la sua carriera e lasciarsi alle spalle Posaman.

## Personaggi
- Lillo/Posaman, interpretato da Pasquale Petrolo.
- Marzia, interpretata da Sara Lazzaro: moglie di Lillo.
- Sergio Locatelli, interpretato da Pietro Sermonti: agente di Lillo.
- Edoardo, interpretato da Cristiano Caccamo: fratello di Lillo.
- Veronica, interpretata da Anna Bonaiuto: madre di Lillo.
- Agenore, interpretato da Paolo Calabresi: titolare del locale di cabaret.
- Claudia, interpretata da Camilla Filippi: sorella di Marzia.

Fanno parte del cast anche Valerio Lundini, Edoardo Ferrario, Emanuela Fanelli, Caterina Guzzanti, Stefano Rapone, Michela Giraud e Maccio Capatonda nei panni dei cabarettisti, Marco Marzocca nel ruolo di Sante, Maryna nel ruolo di Francesca, Luis Molteni nel ruolo di Renato, Benedetta Valanzano nel ruolo di Silvia, Enzo Paci nel ruolo del regista Carlo Bartolini, Corrado Guzzanti nel ruolo di Sasha Von Tapper, un artista tedesco, Serra Yilmaz nel ruolo di Tigre, Tiberio Timperi nel ruolo del presentatore Filippo Filippi, Selene Gandini nel ruolo di una ragazza in videoconferenza e Vincenzo D'anna nel ruolo di se stesso.

## Promozione
Il primo trailer ufficiale è stato pubblicato a ottobre 2022.

## Distribuzione
La serie è stata presentata in anteprima a ottobre 2022 alla 17ª edizione della Festa del Cinema di Roma nella sezione non competitiva Freestyle.

## Riconoscimenti
- Nastri d'argento - Grandi Serie
  - 2023 – Candidatura alla miglior serie TV - Commedia[7]
- Italian Global Series Festival
  - 2025 – Candidatura alla miglior serie comedy[8]
  - 2025 – Candidatura alla miglior regia in una serie comedy a Eros Puglielli
  - 2025 – Candidatura alla miglior sceneggiatura in una serie comedy a Carlo Verdone, Pasquale Plastino, Luca Mastrogiovanni
  - 2025 – Candidatura al miglior attore protagonista in una serie comedy a Pasquale Petrolo